# 헤수스 가르시아 피타르치
헤수스 비센테 가르시아 피타르치 마르코(스페인어: Jesús Vicente García Pitarch Marco, 1963년 11월 14일, 발렌시아 주 라 포블라 데 발보나 ~)는 스페인의 전직 축구 선수로, 현역 시절 좌측 미드필더로 활약했다.

## 선수 경력
현역 시절 수소(Suso)로 불렸던 가르시아 피타르치는 발렌시아 주 라 포블라 데 발보나 출신으로, 6년 동안 120번의 라 리가 경기에 출전해 21골을 기록했는데, 당시 소속 구단은 발렌시아, 에스파뇰, 그리고 로그로녜스로 각 구단 소속으로 2년씩 보냈다. 그는 1984년 1월 8일, 0-3으로 패한 스포르팅 히혼과의 안방 경기에서 1부 리그 첫 경기를 치렀는데, 이 경기에서 16분을 뛰었고, 동지 소속으로서의 1년차를 16경기 출전 6골 득점으로 마무리했다.
카탈루냐의 에스파뇰로 활약하던 시절, 가르시아 피타르치는 사구체콩팥염으로 인해 1986-87 시즌을 통째로 결장했다. 그는 완쾌한 후 세군다 디비시온의 피게레스, 오리우엘라(1990-91 시즌에 현역 개인 최다인 22골을 기록했지만, 기복이 심했던 구단은 시즌 후 강등되었다), 메리다, 그리고 비야레알에서 활약을 이어나갔다.

## 은퇴 후
가르시아 피타르치는 1987년에 법학을 전공하고, 고향에 사무소를 차렸다. 구단 유소년부를 맡은 후, 그는 하비에르 수비라츠의 후임으로 발렌시아의 단장을 역임했는데, 2004년 6월까지 역임했는데, 본래 전 년도 12월에 해임되었고, 라파엘 베니테스 감독이 떠나면서 단장직도 마감했다.
5년 동안, 가르시아 피타르치는 아틀레티코 마드리드에서 같은 직위를 역임했는데, 임기에 디에고 포를란과 호세 안토니오 레예스와 같은 선수들을 영입했다. 2012년 7월 4일, 그는 2부 리그 에르쿨레스의 회장으로 선출되었고, 축구부 최종 결정자도 겸임했다.
가르시아 피타르치는 호세 리코 페레스를 1년 만에 떠나 사라고사, 아랍에미리트의 바니야스, 그리고 발렌시아의 단장을 차례로 역임했다. 그는 2017년 1월 7일에 발렌시아 단장직을 내려놓았다.
2018년 10월 9일, 가르시아 피타르치는 애스턴 빌라의 단장으로 취임해 주로 선수 영입을 담당하게 되었다. 2020년 7월 27일, 그는 크리스천 퍼슬로 회장이 "영입이 구단에 미치는 영향에 대한 장기간 전략적 검토"에 따라 그를 해임했다.